# Tiburcio Vásquez
Tiburcio Vásquez, född 11 augusti 1835 (1839 enligt andra källor), död 19 mars 1875 i San Jose, Kalifornien genom hängning, var en mexikansk bandit, som var verksam i Kalifornien. 

## Biografi
Redan som 17-åring hade Vásquez dödat en man och fick fly. Senare kom han att bilda ett rövarband som ägnade sig åt rån och boskapsstölder.
Vásquez terroriserade Kalifornien under mer än tjugo års tid med sitt ökända rövarband Los Desperados. Han var en född ledare och han gillade inte den livsstilen som företräddes av de engelskspråkiga bosättarna, de så kallade gringos. Vásquez var en anhängare av det mexikanska och det spanska folket. Han var också en gentleman när det gällde kvinnor; han var en farlig man, men detta attraherade kvinnor i hans omgivning.
Redan i unga år inledde Vásquez sin kriminella bana. Han umgicks tidigt med ett gäng och kom senare att bilda sitt eget gäng tillsammans med sin kompanjon Anastacio Garcia. Han hade ledarskapstalang och hans gäng spred skräck bland folket i staden. Priset på Vásquez huvud växte från 6 000 till 15 000 dollar. Borgmästaren blev desperat och la det högsta priset någonsin på en mans huvud - priset skulle betalas ut oavsett om Vásquez fångades levande eller död.
Men Vásquez hade gömställen och ett av de kända är Vasquez Rocks beläget i norra delen av Los Angeles County. Där höll han till när han behövde vila till följd av förluster i form av gängmedlemmar som dödats.
Vásquez avrättades slutligen genom hängning den 19 mars 1875 i San Jose.